# 哈弗尔兰县
哈弗尔兰县（德語：Landkreis Havelland）是德国勃兰登堡州西部的一个县，得名于哈弗尔兰地区，首府拉特诺。